# Neverending Love
Neverending Love, es una canción escrita por Per Gessle. Fue el primer lanzamiento del dúo sueco Roxette, que posteriormente sería incluido en su álbum debut Pearls Of Passion.

## La canción
La canción originalmente se llamaba Svarta Glas y había sido escrita para otra artista sueca, Pernilla Wahlgren. Ella la rechazó y se la dio a su hermano, Niclas Wahlgren, quien decidió grabarla. Sin embargo el lanzamiento de esta versión fue cancelado, a pedido de la disquera de Roxette, EMI, porque Gessle había grabado una versión en inglés de la canción junto con su compañera en Roxette Marie Fredriksson. El nuevo título de la canción fue "Neverending Love".
Originalmente el sencillo estaba pensado para ser lanzado fuera de Suecia, pero EMI eventualmente cambió de parecer y lo lanzó en Suecia también. Alcanzó el #3 en la lista sueca.

## Los videos promocionales
Hay dos videos musicales para Neverending Love. El primero fue grabado en Luxemburgo, siendo dirigido por Lars Loov, en 1986 y presenta a una Marie Fredriksson pelirroja. El segundo video fue dirigido por Rikard Petrelius y fue grabado en Suecia un año después.
Ambas versiones fueron publicadas en 2001 en el DVD Roxette: All Videos Ever Made & More! - The Complete Collection 1987-2001.

## Track listing
- Lado A

1. "Neverending Love" 3:29

- Lado B

1. "Neverending Love" (Love Mix) 3:59

## Posición en las listas
El sencillo permaneció 8 semanas en el chart sueco desde el 13 de agosto de 1986 al 19 de noviembre de 1986. Alcanzó el #3 como máxima posición.
| Chart (1986) | Peak Posición |
| ------------ | ------------- |
| Suecia       | 3             |

## Créditos
- Copyright fonográfico ℗ – EMI Svenska AB
- Copyright © – EMI Svenska AB
- Prensado por – Grammoplast
- Publicado por – Jimmy Fun Music
- Grabado en – EMI Studios, Stockholm
- Mezclado en – EMI Studios, Stockholm
- Per Gessle - Voz y compositor
- Marie Fredriksson - Voz
- Clarence Öfwerman - Arreglos, producción y teclados
- Jonas Isacsson - Guitarra
- Pelle Alsing - Batería
- Tommy Cassemar - Bajo
- Alar Suurna - Ingeniero jefe y remasterización
- Robert Wellerfors - Asistente de ingeniería